# Fredrik Bekken
Fredrik Bekken, né le 11 mars 1975 à Drammen, est un rameur norvégien.

## Biographie

### Palmarès

#### Aviron aux Jeux olympiques
- 2000 à Sydney,  Australie
  -  Médaille d'argent en deux de couple[1]

#### Championnats du monde d'aviron
- 1999 à Saint Catharines,  Canada
  -  Médaille de bronze en deux de couple